# Eleccions legislatives txeques de 1996
Les eleccions legislatives txeques de 1996 se celebraren el 31 de maig i l'1 de juny de 1996 per a escollir els 200 diputats del Parlament txec, un cop consumada la separació de Txecoslovàquia. El partit més votat fou el Partit Democràtic Cívic i el seu cap Václav Klaus fou nomenat primer ministre en un govern de coalició. Al cap d'un any, degut als forts enfrontaments entre el primer ministre i el president Václav Havel va dimitir i es formà un govern provisional dirigit per Josef Tošovský fins que es convocaren noves eleccions el 1998.
Resultats de les eleccions d'1 de juny de 1996 per a renovar la Cambra de Diputats de la República Txeca
| Partits i coalicions            | Partits i coalicions | Partits i coalicions | Vots       | %      | Escons |
| ------------------------------- | --- | --- | ---------- | ------ | ------ |
|                                 | Partit Democràtic Cívic (Občanská demokratická strana)                                                                        | Partit Democràtic Cívic (Občanská demokratická strana)                                                                        | 1.794.560  | 29,62  | 68     |
|                                 | Partit Socialdemòcrata Txec (Česká strana sociálně demokratická)                                                              | Partit Socialdemòcrata Txec (Česká strana sociálně demokratická)                                                              | 1.,602.250 | 26,44  | 61     |
|                                 | Partit Comunista de Bohèmia i Moràvia (Komunistická strana Čech a Moravy)                                                     | Partit Comunista de Bohèmia i Moràvia (Komunistická strana Čech a Moravy)                                                     | 626.136    | 10,33  | 22     |
|                                 | Unió Democristiana–Partit Popular Txecoslovac (Křesťansko-demokratická unie – Československá strana lidová)                   | Unió Democristiana–Partit Popular Txecoslovac (Křesťansko-demokratická unie – Československá strana lidová)                   | 489.349    | 8,08   | 18     |
|                                 | Associació per la República-Partit Republicà de Txecoslovàquia (Sdružení pro republiku – Republikánská strana Československa) | Associació per la República-Partit Republicà de Txecoslovàquia (Sdružení pro republiku – Republikánská strana Československa) | 485.072    | 8,01   | 18     |
|                                 | Aliança Cívica Democràtica (Občanská Demokratická Aliance)                                                                    | Aliança Cívica Democràtica (Občanská Demokratická Aliance)                                                                    | 385.369    | 6,36   | 13     |
|                                 | Pensionistes per Assegurances Vitalícies (Důchodci za životní jistoty)                                                        | Pensionistes per Assegurances Vitalícies (Důchodci za životní jistoty)                                                        | 187.455    | 3,09   | 0      |
| Total (participació, 76,41%)    | Total (participació, 76,41%)                                                                                                  | Total (participació, 76,41%)                                                                                                  |            | 100.00 | 200    |
| Font: Oficina Estadística Txeca | | |            |        |        |